# Åsele marknad
Åsele marknad i Åsele, Västerbottens län, Lappland, är en årlig marknad som pågår under fyra dagar varje sommar. Det är en av Sveriges äldsta ännu pågående marknader med anor från 1600-talet. 
Marknaden kallas för "Norrlands största folkfest", och den är en av Sveriges största marknader med cirka 150 000 besökare. Antalet knallar brukar uppgå till ungefär 400 och de delar på cirka 1100 marknadsplatser. Marknaden äger rum tredje helgen i juli varje år.

## Aktiviteter under marknaden
På dagarna pågår full aktivitet kring hela marknadsområdet. Förutom de 1100 marknadsstånden, finns även tivoli, restaurangtält, och olika former av liveuppträdanden på fyra olika scener, Konstvägenscenen, Sagavägenscenen och Parkscenen. Utöver detta sker även aktiviteter och uppträdanden på Hembygdsområdet. På hela marknadsområdet gäller fri entré.
Förut brukade festplatsen Trillen öppna under kvällstid. Där anordnades livekonserter och ölservering. Utöver detta har man även arrangerat bilutställning, snöskotertävling på vatten, skumdisco och speeddejting.
Från och med 2014 arrangerades det ingenting på Trillens festplats då den förra arrangören lämnat projektet och ingen ny arrangör hittades. Sommaren 2018 har lokala entreprenörer tagit hand om och renoverat området och arrangerar aktiviteter under torsdag, fredag och lördag.

## Historia

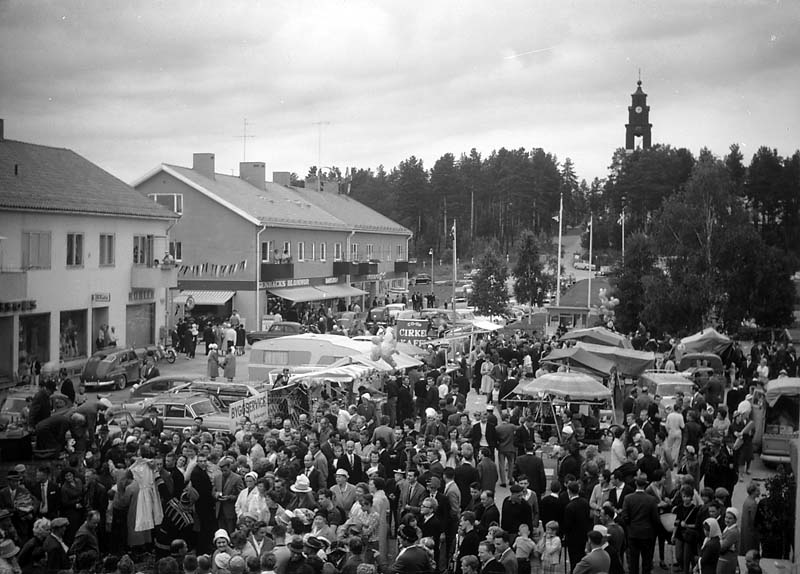
Marknad i Åsele år 1963 eller senare.

År 1648 började Åsele marknads historia, i och med att kyrkan i Åsele byggdes. I samband med detta började saker och ting koncentreras kring denna, bland annat handel. Kring denna tid hölls marknaden endast vintertid, oftast i januari. Anledningen till att marknaden hölls vintertid var att vägarna på den tiden var så pass dåliga att var enklare att transportera tung last vintertid.
Någon gång mellan slutet av 1800-talet och början av 1900-talet kompletterades vintermarknaden av den nuvarande sommarmarknaden. Sommarmarknaden blev snabbt populär och hade många besökare under många år, men dessa blev under första halvan av 1900-talet allt färre. År 1963 tillsattes en kommitté av Åsele kommun. Denna kommitté skulle verka för att återuppliva marknaden till att bli lika stor som i dess glans dagar.
På festplatsen Trillen har många stora artister uppträtt under årens lopp. Dessa inkluderar Hep Stars, Tages och Shanes under 1960-talet. Senare, under 1970-talet, artister som Cornelis Vreeswijk och Little Gerhard. Under 1980-talet ser man Björn Afzelius, Mungo Jerry, Lena Philipsson och Jerry Williams och under 1990-talet Wilmer X, Dr Alban, Kim Larsen, Svenne Rubins och Ulf Lundell. På senare år har bland andra E-Type och Melodie MC uppträtt.

## Artister på Åsele marknad
- 2011 – Dead by April, Sean Banan, Live Elephant, Gurkan och Simon från Big Brother.
- 2012 – Sean Banan, Linda Bengtzing, Nanne Grönvall, Mange Makers, Eric Amarillo och Top Cats.
- 2013 – Medina (ställdes in på grund av reseproblem), De Vet Du, Forever, Sean Banan, Behrang Miri, Robin Stjernberg.
- 2014 – Albatraoz, Ace Wilder, Live Elephant, Kartellen, Alcazar, Mikael Wiehe, Panetoz.